# 순창공설운동장
순창공설운동장(淳昌公設運動場, Sunchang Public Stadium)은 대한민국 전북특별자치도 순창군에 있는 스포츠 시설이다. 인조잔디 필드가 갖춰진 경기장이며, 2008년 11월에 준공되었다.

## 참고 문헌
- “순창공설운동장”. 《전라북도 생활체육안내》. 전라북도체육회.
- 〈순창공설운동장〉. 《한국향토문화전자대전》. 한국학중앙연구원.[깨진 링크(과거 내용 찾기)]
- 《2019년 전국 공공체육시설 현황 (2018년말 기준)》. 대한민국 문화체육관광부. 2020.
- 《2023 전국 공공체육시설 현황 (2022년 12월말 기준)》. 대한민국 문화체육관광부. 2024.

## 같이 보기
- 임실생활체육공원